# Aragonská Wikipedie
Aragonská Wikipedie (aragonsky Biquipedia) je verze Wikipedie v aragonštině. Byla založena v roce 2004. V lednu 2022 obsahovala přes 40 000 článků a pracovalo pro ni 6 správců. Registrováno bylo přes 65 000 uživatelů, z nichž bylo okolo 85 aktivních. V počtu článků byla 102. největší Wikipedie.